# Dilophus novemmaculatus
Dilophus novemmaculatus är en tvåvingeart som först beskrevs av De Villers 1789.  Dilophus novemmaculatus ingår i släktet Dilophus och familjen hårmyggor. Inga underarter finns listade i Catalogue of Life.